# Paul Louchet
Pour les articles homonymes, voir Louchet.
Paul François Louchet né le 12 avril 1854 à Paris et mort le 16 août 1936 à Meaux est un bronzier, ciseleur, sculpteur, peintre et graveur français.

## Biographie
Paul Louchet est formé par Jules Lefebvre et Henri Harpignies. Il expose au Salon de Paris.
Il est d'abord sculpteur, bronzier et ciseleur, son atelier se situant au 3, rue Auber dans le 9e arrondissement de Paris, il édite des objets de style Art nouveau en bronze dessinés par des sculpteurs comme Louis Chalon, Charles Korschann, Hans Stoltenberg Lerche, et identifiées avec la marque « Louchet Fondeur Paris » ou « Louchet ciseleur ». Ami de Louis Majorelle, de Jean Daum et de René Lalique, il est président de la chambre syndicale des fabricants de bronze.
Ses frères cadets Charles Savinien Louchet (1858-1918) et Adolphe Antoine Louchet (1860-1928) travaillent aussi dans ce domaine.
Maire de la ville d'Herblay en 1887, il élève de vives protestations — avec un procès qu'il perdra — contre le déversement des égouts de Paris dans les plaines d'Achères. L'épidémie de typhoïde attribuée à l'insalubrité ainsi générée emporta sa fille de quinze ans et, désemparé, Paul Louchet abandonna les affaires pour se consacrer à la peinture à partir de 1890.
Il est également aquafortiste. Ami d'Henri Harpignies, en compagnie duquel il peint en forêt de Fontainebleau, posant aussi son chevalet dans la région de Melun et de Meaux, effectuant même un voyage en Afrique du Nord, il réalise surtout des paysages qui se distinguent par une lumière irisée qui lui est propre.
Il meurt à Meaux en août 1936 et est enterré au cimetière d'Herblay (rue de Chennevières).

## Récompenses
Paul Louchet est médaillé d'or à l'Exposition universelle de 1900 et obtient un grand prix aux expositions de Saint-Louis, Liège et Milan. 

## Distinctions
Paul Louchet nommé chevalier de l'ordre national de la Légion d'honneur par décret du 13 juillet 1908.

## Réception critique
- « Entre la ligne dure que lui imposait Jules Lefebvre et le sentiment de vérité naturaliste conseillé par Harpignies, Louchet a choisi le second, à la frange du pleinairisme des barbizonniers et du luminisme des impressionnistes. Des œuvres délicates, des paysages d'eau qui éliminent toute anecdote dans l'éclairage hivernal. » - Gérald Schurr[7]

## Expositions

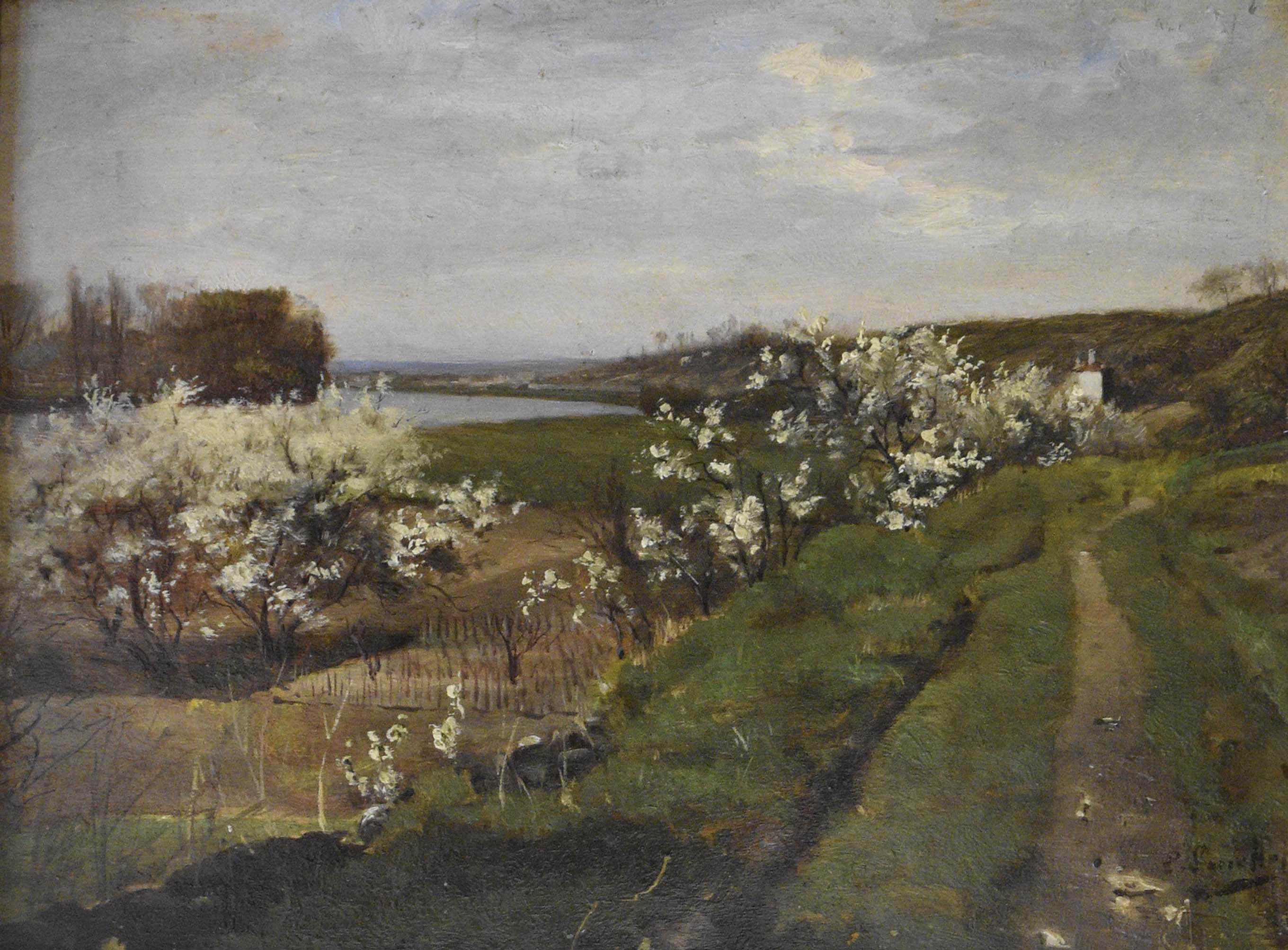
Herblay, bords de Seine (n. d., coll. priv.).

### Expositions personnelles
- Galerie Artes, Paris, avril 1922.

### Expositions collectives
- Salon de Paris.
- Salon de la Société nationale des beaux-arts.

## Collections publiques
- France
  - Herblay, mairie : peinture[8].
  - Nemours, Château-Musée : Forêt de Fontainebleau, gouache sur carton, D. 54 cm. 2014.0.147 ; Les Platanes du Pavillon de Flore à Paris, 1935, huile sur toile, 47 x 63 cm. 2024.317.1 ; Église et meules, huile sur bois, 19 x 26 cm.2024.632.1.
  - Reims, musée des Beaux-Arts : sculpture, legs Henry Vasnier[2].
- Royaume-Uni
  - Brighton et Hove, musée et galerie d'Art : ouvrage ciselé[réf. nécessaire].